# Хайто, Томаш
Томаш Никодем Хайто (пол. Tomasz Nikodem Hajto; род. 16 октября 1972, Макув-Подхаляньски, Малопольское воеводство или Макув-Подхаляньский, Малопольское воеводство) — польский футболист и тренер.

## Клубная карьера

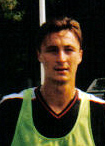
Томаш Хайто (2007)

Свою профессиональную карьеру Хайто начинал в 1991 году за краковский «Хутник», за который провёл 33 матча и забил 2 мяча. С 1993 по 1997 год Хайто вы ступал за другой польский клуб, Гурник из Забже, в составе которого провёл 195 матчей и забил 8 голов.
В 1997 году Хайто переехал в Германию. В 1997—2000 годах он выступал за «Дуйсбург», с которым в сезоне 1999/00, заняв последнее место в Бундеслиге, вылетел во Вторую Бундеслигу. С 2000 по 2004 год Хайто играл за гельзенкирхенский «Шальке 04», с которым дважды выигрывал Кубок Германии (2001, 2002), Кубок Интертото (2003, 2004) и становился серебряным призёром Бундеслиги в сезоне 2000/01. Сезон 2004/05 он провёл в «Нюрнберге», с которым провёл 17 матчей.
Летом 2005 года перешёл в английский «Саутгемптон», где провёл половину сезона. В январе 2006 года Хайто перешёл в другой английский клуб, «Дерби Каунти», в составе которого провёл 5 матчей.
В том же году вернулся в польскую Экстраклассу: сезоны 2006/07 и 2009/10 Хайто провёл в «Лодзе», сезон 2007/08 выступал за свой бывший клуб — «Гурник» (Забже), а в 2011 году завершил карьеру в «Гомьюнице».

## Карьера за сборную
За сборную Польши Томаш провёл 62 матча и забил 6 голов. Вошёл в состав сборной на чемпионате мира 2002 года, который проходил в Японии и в Южной Корее.

## Личная жизнь
Томаш Хайто женат и имеет одного сына (Матеуш) и одну дочь (Виктория).
В январе 2008 года Хайто был признан виновным в непредумышленном убийстве после того, как на своем автомобиле превысил положенную скорость и сбил насмерть женщину на пешеходном переходе в городе Лодзь. Томаш признал себя виновным по предъявленным обвинениям. Он был приговорён к условному двухлетнему тюремному сроку, к выплате штрафа в размере 7 000 польских злотых и к одному году лишения водительских прав. Ранее, в 2004 году, он был оштрафован за работу с контрабандными сигаретами.

## Статистика

### Клубная статистика
| Сезон   | Клуб           | Чемпионат    | Матчи | Голы |
| ------- | -------------- | ------------ | ----- | ---- |
| 1990/91 | Хутник         | Экстракласса | 1     | 0    |
| 1991/92 | Хутник         | Экстракласса | 4     | 0    |
| 1992/93 | Хутник         | Экстракласса | 28    | 2    |
| 1993/94 | Гурник (Забже) | Экстракласса | 21    | 2    |
| 1994/95 | Гурник (Забже) | Экстракласса | 30    | 1    |
| 1995/96 | Гурник (Забже) | Экстракласса | 25    | 1    |
| 1996/97 | Гурник (Забже) | Экстракласса | 29    | 4    |
| 1997/98 | Дуйсбург       | Бундеслига   | 25    | 3    |
| 1998/99 | Дуйсбург       | Бундеслига   | 29    | 4    |
| 1999/00 | Дуйсбург       | Бундеслига   | 26    | 1    |
| 2000/01 | Дуйсбург       | Бундеслига   | 32    | 0    |
| 2001/02 | Шальке 04      | Бундеслига   | 24    | 2    |
| 2002/03 | Шальке 04      | Бундеслига   | 29    | 3    |
| 2003/04 | Шальке 04      | Бундеслига   | 19    | 1    |
| 2004/05 | Нюрнберг       | Бундеслига   | 17    | 0    |
| 2005/06 | Саутгемптон    | Чемпионшип   | 20    | 0    |
| 2005/06 | Дерби Каунти   | Чемпионшип   | 5     | 0    |
| 2006/07 | Лодзь          | Экстракласса | 27    | 1    |
| 2007/08 | Гурник (Забже) | Экстракласса | 25    | 2    |
| 2008/09 | Гурник (Забже) | Экстракласса | 13    | 0    |
| 2008/09 | Лодзь          | Первая лига  | 10    | 0    |
| 2009/10 | Лодзь          | Первая лига  | 23    | 2    |
| 2010/11 | Гомьюнице      | Класса А     | ?     | ?    |

### Голы за сборную
| №  | Дата            | Стадион                                  | Соперник  | Счёт | Результат | Турнир                    |
| -- | --------------- | ---------------------------------------- | --------- | ---- | --------- | ------------------------- |
| 1. | 27 мая 1998     | Шлёнски, Хожув, Польша                   | Россия    | 2-1  | 3-1       | Товарищеский матч         |
| 2. | 27 мая 1998     | Шлёнски, Хожув, Польша                   | Россия    | 3-1  | 3-1       | Товарищеский матч         |
| 3. | 4 июня 1999     | Пепси-Арена, Варшава, Польша             | Болгария  | 1-0  | 2-0       | Квалификация на ЕВРО—2000 |
| 4. | 18 августа 1999 | Пепси-Арена, Варшава, Польша             | Испания   | 1-0  | 1-2       | Товарищеский матч         |
| 5. | 28 февраля 2001 | ГСЗ, Ларнака, Республика Кипр            | Швейцария | 0-3  | 0-4       | Товарищеский матч         |
| 6. | 17 апреля 2002  | им. Здзислава Кшишковяка, Быдгощ, Польша | Румыния   | 1-2  | 1-2       | Товарищеский матч         |